# Stethaprion erythrops
Stethaprion erythrops är en fiskart som beskrevs av Cope, 1870. Stethaprion erythrops ingår i släktet Stethaprion och familjen Characidae. Inga underarter finns listade i Catalogue of Life.